# Ядерна артилерія
Ядерна артилерія (англ. Nuclear artillery) — вид артилерії, заснований на використанні в своїх боєприпасах ядерного озброєння і націлений на швидке тактичне ураження великих сил противника. 

## Історія
Історія ядерної артилерії почалася в 1952 в США з випробування 280-мм артилерійського снаряда атомного W-9 потужністю 15 кТ до гармати М65, заснованого на гарматному урановому заряді, перш застосованому в атомному бомбардуванню Хіросіми в бомбі Mk-1 «Малюк». Всього було вироблено 20 снарядів такого типу, єдине випробування було вироблено в операції Upshot-Khotnole зарядом Грейбл. Надалі проходили випробування модифікованого заряду W-19 в операції Plumbbob-Priscilla потужність заряду становила 37 кілотонн.
Ядерна артилерійська система - це зброя армійських артилерійських підрозділів. Ядерна артилерія у зв'язку із застосуванням ядерної зброї на полі бою інтегрована в сухопутну військову тактику. Як ядерних артилерійських підрозділів можуть виступити гармати, безвідкатні гармати й ракети. Ядерний артилерійський снаряд має обмежену ядерну потужність, так як він повинен поміститися в артилерійську систему. В наші дні такі снаряди обмежені калібрами існуючих артилерійських систем - тобто найбільший калібр відповідає калібру радянського 420 мм міномета.

## Радянська атомна артилерія
Перший радянський снаряд «Конденсатор-2П» для 406-мм гармати СМ-54 (2а3) був випущений в 1956 році. Також в 1957 році був проведений мінометний постріл для 420-мм гладкоствольної міномета 2Б2 «Ока» - «Трансформатор». Після випробувань у обох систем були виявлені істотні недоліки для використання в бойових умовах і було прийнято рішення не ставити їх на серійне виробництво.
У 1965 в СРСР прийнятий на озброєння перший вдалий ядерний боєприпас ЗБВ3, що перебуває на озброєнні Російської Армії досі. До того часу США вже володіли широкою номенклатурою різних ядерних артилерійських систем. Викликано це було тим, що основний упор СРСР робив на ракетній техніці і напрямок спеціалізованої ядерної артилерії вважалося малоперспективним. При цьому створення уніфікованих снарядів під вже існуючу техніку вимагало певних вкладень і оригінальних рішень.